# T’heydinn
T’heydinn (auch: T’heydinne, al-T’haydīn, arabisch التهيدين, andere Bezeichnungen: Al Batt Likbir, Al Rasm) ist die Bezeichnung für maurische Gruppen in Mauretanien, die epische Dichtungen vortragen. Es ist eine bedeutende literarische und künstlerische Manifestation des Hassaniya-Dialekts und wurde 2011 in die Liste des immateriellen Kulturerbes der UNESCO aufgenommen.

## Ursprünge
Der Stil des T’heydinn geht zurück ins 17. Jahrhundert und umfasst dutzende von Gedichten, die die Heldentaten maurischer Emire und Sultane preisen und Ereignisse und Traditionen schildern, die die soziale, kulturelle und historische Entwicklung der Mauren nachzeichnen. Die T’heydinn erzählen von der Vermischung der beiden Hauptgruppen der heutigen maurischen Gesellschaft, der Bani Hassan, der Nachkommen der Banū Hilāl, die von der arabischen Halbinsel einwanderten, und der Sanhādscha, der alten Berberbevölkerung des Maghreb. T’heydinn wird von Griots (in Hassaniya: „Iggawen“) vorgetragen, Sängern, die ihre Kunst durch direkte Nachahmung ihrer Vorgänger erworben haben.

## Griots
T’heydinn ist eine mündliche Geschichte jedes Maurenstammes, welche rezitiert wird und über Generationen weitergegeben wird. In der traditionellen maurischen Gesellschaft unterhielt jeder Stamm seine Griots mit einer gabdh, einer Art lebenslanger jährlicher Rente. Veränderungen im Lebensstil haben dazu geführt, dass dies nicht mehr der Fall ist und T’heydin heute eine vom Aussterben bedrohte mündliche Kultur ist. Die meisten Griots sind heute alt, ihre Zahl nimmt rapide ab und nur sehr wenige junge Menschen zeigen Interesse daran, den Griot-Lebensstil aufzunehmen. T’heydin ist eine mündliche Tradition, die durch Nachahmung des musikalischen Talents der Vorfahren über Generationen weitergegeben und bei festlichen Anlässen mit musikalischer Begleitung aufgeführt wird. Die Griots leben in allen Regionen Mauretaniens, obwohl einige Regionen eher für ihre Griot-Familien bekannt sind. Die Regionen Hodh, Tagant-Assaba, Trarza-Brakna und Adrar sind besonders für ihre Griots bekannt. Die Zahl der Griots wird derzeit auf über tausend geschätzt.
Griots gehören bestimmten Familien an und bilden innerhalb der mauretanischen Gesellschaft nahezu eine musikalische Kaste. T'heydinn -Gedichte wurden auch von Dichtern verfasst, die nicht zu solchen Familien gehörten. Griots geben ihr Wissen vom Vater an den Sohn weiter. Der Vater oder ein qualifizierter Verwandter führt den jungen Griot in das Spielen von Musikinstrumenten und später in die Kunst der Musik und Poesie ein, was in seiner Einführung in die Kunst des T'heydinn durch Rezitation und Aneignung des Familienerbes gipfelt. Während dieser Lehrzeit begleitet der angehende Künstler seinen Vater zu allen Veranstaltungen, Zeremonien und Aufführungen, wo er üben und sich neue Fähigkeiten aneignen kann. Jede Griot-Familie bewahrt ihr eigenes T'heydinn-Repertoire, da es sie von anderen Griot-Familien unterscheidet. Ein Griot, der das gesamte Epos beherrscht, wird von allen anderen Griot-Familien respektiert und als „Träger des T’heydinn -Epos“ bezeichnet.

## Musik
T’heydinn wird bei gesellschaftlichen Anlässen wie Hochzeiten, Versöhnungszeremonien und Einladungen aufgeführt. Die Rezitation des Epos und die begleitende Musik sorgen für aufwendige und anspruchsvolle Unterhaltung. Die wichtigsten Musikinstrumente, die die Rezitation begleiten, sind die Tidinet, eine sechssaitige Laute, und die Ardin, eine dreizehnsaitige Harfe, die das Publikum aufrütteln sollen. Weitere musikalische Elemente sind die Tbal, eine Pauke, Ululation, Händeklatschen und Lippenvibrationen („Tberbir“).

## Rolle in der Gesellschaft
T’heydinn dient der Stärkung der sozialen Bindungen zwischen den Griots und ihren Gemeinschaften sowie zwischen den verschiedenen Gemeinschaften selbst. Es preist Werte wie Ehre, Mut, Großzügigkeit, Ehrlichkeit, Ausdauer, Großmut, Rechtschaffenheit und Gerechtigkeit. Es bietet Gelegenheit zu regionalen Stammes- und Familientreffen und fördert eine Kultur des sozialen Friedens und der gegenseitigen Unterstützung zwischen den Gemeinschaften, basierend auf den darin vermittelten Werten.

## Sterbende Tradition
Heute sind die meisten Griots alt und treten nur noch selten auf, obwohl ihre Zahl zurückgeht. Diese Rezitationen bringen kein ausreichendes Einkommen mehr ein und viele junge Griots ergreifen das T’heydinn nicht mehr als Beruf. In den letzten Jahren wurden einige Griot-Organisationen gegründet, um das T’heydinn an die jüngere Generation weiterzugeben, und das Mauretanische Musikinstitut hat sich der Verbreitung dieser Kunst verschrieben. Puristen weisen auch darauf hin, dass die ursprüngliche Musikform des T’heydinn, das Faghu, zunehmend durch leichtere Formen wie das Liyyinn ersetzt wird, wodurch seine ursprüngliche musikalische Grundlage zerstört wird. Da es sich beim T’heydinn um eine rein mündliche Überlieferung handelt, gibt es keine Handbücher oder Kataloge, wodurch das Risiko des Aussterbens steigt.